# 黑角頭燈塔
黑角頭燈塔（英語：Cape Collinson Lighthouse）是香港港島歌連臣角曾經的燈塔。該址現時被鐵絲網包圍住。2010年1月20日，古物諮詢委員會將之確定為三級歷史建築。時至今日，海事處每兩個月便到燈塔作例行維修。天文台亦曾以此燈塔作收集雨水數據用途。

## 歷史
燈塔量度高度為最高水位起163呎（約49.7米）。由於訊號燈裝置被誤送到好望角，燈塔的啟用的時間因而有所延誤，在鶴咀燈塔及青洲燈塔建成後一年（即1876年）建成，3月1日啟用，為第六等（6th Order）燈。閃爍頻率為每9秒暗後亮1秒。
1907年7月，政府宣布黑角頭燈塔將安裝第三等（3rd order）燈塔透鏡，10月1日起，方位依舊，燈光仍為白、紅，在16英里內可見，每10秒亮燈停（occult）3秒。改造工程期間將由燈塔旁平台上的固定燈光繼續功能。
1916、1924、1936、1946年均曾重修。
黑角頭燈塔於1966年大幅翻新，舊結構與新結構互相結合，再加建上層。訊號燈裝置安裝在樓高兩層的燈塔屋頂，底層則沿用斜坡上原有的花崗岩基座，原為燈塔管理員整家人的宿舍。燈塔建築亦已於當時拆毀。